# Angela Moroșanu
Angela Moroșanu (née le 26 juillet 1986 à Iași) est une athlète roumaine, spécialiste du 400 m haies, après avoir surtout pratiqué le sprint jusqu'au 400 m.

## Palmarès
| Date | Compétition                          | Lieu         | Résultat | Épreuve     | Temps         |
| ---- | ------------------------------------ | ------------ | -------- | ----------- | ------------- |
| 2003 | Fest. olympique de la jeunesse euro. | Paris        | 2e       | 400 m       | 54 s 11       |
| 2004 | Championnats du monde en salle       | Budapest     | 3e       | 4 x 400 m   | 3 min 30 s 06 |
| 2004 | Coupe d'Europe des nations           | Plovdiv      | 1re      | 4 x 400 m   | 3 min 27 s 16 |
| 2004 | Championnats du monde juniors        | Grosseto     | 8e       | 400 m haies | 1 min 03 s 10 |
| 2004 | Jeux olympiques                      | Athènes      | 6e       | 4 x 400 m   | 3 min 26 s 81 |
| 2005 | Championnats d'Europe juniors        | Kaunas       | 3e       | 200 m       | 23 s 71       |
| 2005 | Championnats d'Europe juniors        | Kaunas       | 3e       | 400 m       | 53 s 48       |
| 2006 | Coupe d'Europe des nations           | Malaga       | 2e       | 200 m       | 22 s 91       |
| 2006 | Championnats d'Europe                | Göteborg     | 8e       | 200 m       | 23 s 66       |
| 2007 | Championnats d'Europe en salle       | Birmingham   | 4e       | 400 m       | 51 s 93       |
| 2007 | Championnats d'Europe espoirs        | Birmingham   | 1re      | 400 m haies | 54 s 50       |
| 2008 | Championnats du monde en salle       | Valence      | 5e       | 400 m       | 53 s 07       |
| 2008 | Championnats du monde en salle       | Valence      | 5e       | 4 x 400 m   | 3 min 36 s 79 |
| 2009 | Championnats du monde                | Berlin       | 8e       | 400 m haies | 55 s 04       |
| 2010 | Championnats d'Europe                | Barcelone    | 5e       | 400 m haies | 54 s 58       |
| 2010 | Championnats d'Europe                | Barcelone    | 6e       | 4 x 400 m   | 3 min 29 s 75 |
| 2012 | Championnats du monde en salle       | Istanbul     | 3e       | 4 x 400 m   | 3 min 33 s 41 |
| 2012 | Championnats d'Europe                | Helsinki     | 7e       | 4 x 400 m   | 3 min 29 s 80 |
| 2013 | Championnats d'Europe par équipes    | Dublin       | 1re      | 200 m       | 23 s 48       |
| 2013 | Championnats d'Europe par équipes    | Dublin       | 1re      | 4 × 400 m   | 3 min 30 s 77 |
| 2014 | Championnats d'Europe par équipes    | Tallinn      | 1re      | 400 m haies | 56 s 70       |
| 2014 | Championnats d'Europe par équipes    | Tallinn      | 1re      | 4 × 400 m   | 3 min 32 s 83 |
| 2014 | Championnats des Balkans             | Pitești      | 1re      | 400 m haies | 57 s 43       |
| 2014 | Championnats des Balkans             | Pitești      | 2e       | 4 x 100 m   | 45 s 54       |
| 2014 | Championnats des Balkans             | Pitești      | 1re      | 4 x 400 m   | 3 min 31 s 02 |
| 2015 | Championnats des Balkans             | Pitești      | 2e       | 400 m haies | 57 s 88       |
| 2017 | Championnats des Balkans             | Novi Pazar   | 4e       | Longueur    | 6,29 m        |
| 2018 | Championnats des Balkans en salle    | Istanbul     | 2e       | Longueur    | 6,41 m        |
| 2018 | Championnats des Balkans             | Stara Zagora | 3e       | Longueur    | 6,48 m        |

## Records
| Épreuve     | Épreuve   | Temps   | Lieu       | Date            |
| ----------- | --------- | ------- | ---------- | --------------- |
| 60 m        | En salle  | 7 s 30  | Bucarest   | 12 février 2005 |
| 100 m       | Plein air | 11 s 47 | Florence   | 18 mai 2005     |
| 200 m       | Plein air | 22 s 91 | Malaga     | 29 juin 2006    |
| 200 m       | En salle  | 23 s 63 | Madrid     | 5 mars 2005     |
| 400 m       | Plein air | 52 s 48 | Bucarest   | 2 juillet 2005  |
| 400 m       | En salle  | 51 s 93 | Birmingham | 3 mars 2007     |
| 400 m haies | Plein air | 53 s 85 | Pékin      | 18 mai 2013     |
| Longueur    | Plein air | 6,66 m  | Pitesti    | 8 juillet 2017  |
| Longueur    | En salle  | 6,56 m  | Bucarest   | 19 février 2017 |